# Gilby
Gilby est une ville située dans le comté de Grand Forks, dans l’État du Dakota du Nord, aux États-Unis. Lors du recensement de 2010, sa population s’élevait à 237 habitants.

## Histoire
Gilby a été fondée en 1887.

## Démographie
| 1960 | 1970 | 1980 | 1990 | 2000 | 2010 |
| ---- | ---- | ---- | ---- | ---- | ---- |
| 281  | 268  | 283  | 262  | 243  | 237  |

## Source
- (en) Cet article est partiellement ou en totalité issu de l’article de Wikipédia en anglais intitulé « Gilby, North Dakota » (voir la liste des auteurs).